# Oca del Canadà
L'oca del Canadà (Branta canadensis) és una oca silvestre nativa de les regions àrtiques i temperades d'Amèrica del nord, té el cap i coll negre, taques blanques a la cara i un cos gris marronós.
L'epítet específic del nom científic canadensis significa que prové del Canadà.